# Eccritosia rubriventris
Eccritosia rubriventris är en tvåvingeart som först beskrevs av Macquart 1850.  Eccritosia rubriventris ingår i släktet Eccritosia och familjen rovflugor. Inga underarter finns listade i Catalogue of Life.